# 山口青年師範学校
| 山口青年師範学校 （山口青師） | 山口青年師範学校 （山口青師）    |
| ----------------------------- | -------------------------------- |
| 創立                          | 1944年                           |
| 所在地                        | 山口県防府市                     |
| 初代校長                      | 林幸一                           |
| 廃止                          | 1951年                           |
| 後身校                        | 山口大学                         |
| 同窓会                        | 山口大学 教育学部同窓会（時雍会) |

山口青年師範学校 （やまぐちせいねんしはんがっこう） は、1944年 （昭和19年） に設立された青年師範学校である。

## 概要
1920年 （大正9年） に設立された「山口県農業教員養成所」（男子）と「家事裁縫科教員養成所」（女子）を起源とする。1944年（昭和19年）に山口県立青年学校教員養成所の国への移管により山口青年師範学校となった。第二次世界大戦後の学制改革により、新制山口大学教育学部の母体の一つとなった。

## 沿革

### 前史
男子部
- 1915年（大正4年）4月 - 山口県山口師範学校に「農業教員養成所」を併設[1]。
- 1918年（大正7年）3月 - 山口県立農業学校 （小郡町） に移管。
- 1920年（大正9年）4月 - 「山口県農業教員養成所」として独立。
- 1921年（大正10年）4月 - 「山口県立実業補習学校農業科教員養成所」と改称。
- 1935年（昭和10年）4月 - 「山口県立青年学校教員養成所」と改称 （2年制）。
- 1941年（昭和16年）4月 - 防府市大字三田尻村 （現・桑山） に移転。山口県立女子青年学校教員養成所を併合。

女子部
- 1920年（大正9年）4月 - 山口県女子師範学校に「家事裁縫科教員養成所」を併設 （修業年限6ヶ月）。
- 1921年（大正10年）4月 - 「山口県立女子実業補習学校教員養成所」と改称 （1年制）。
- 1935年（昭和10年）4月 - 「山口県立女子青年学校教員養成所」と改称 （2年制）。
- 1941年（昭和16年）4月 - 山口県立青年学校教員養成所に併合される[2]。

### 山口青年師範学校
- 1944年（昭和19年）4月1日 - 官立（国立）移管され「山口青年師範学校」（男子部・女子部、それぞれ本科3年制）となる。
- 1947年（昭和22年）4月1日 - 学制改革（六・三制の実施）により、山口青年師範学校附属中学校（新制中学校）を設置。
- 1948年（昭和23年）4月1日 - 学制改革により、山口青年師範学校附属高等学校（新制高等学校）を設置。
- 1949年（昭和24年）5月31日 - 新制大学 山口大学が発足し、包括され「山口大学山口青年師範学校」となる。
  - 山口師範学校と共に教育学部の母体となり、師範学校・青年師範学校としての生徒募集は停止し、在学生が卒業するまで存続されることとなった。
  - 青年師範学校校地には教育学部防府分校が設置された。
- 1951年（昭和26年）
  - 3月31日 - 最後の卒業生を送り出し、山口青年師範学校が廃止される。山口大学教育学部防府分校は存続。
  - 4月1日 - 附属中学校および附属高等学校を山口大学教育学部に移管し、山口大学教育学部附属防府中学校・高等学校とする。

### 廃止後
- 1953年（昭和28年）3月31日 - 附属高等学校廃止。
- 1960年（昭和35年）3月31日 - 山口大学教育学部防府分校が廃止される。附属防府中学校は廃止の上、附属山口中学校に統合。
- 現在 - 跡地には防府市立桑山中学校が建っている。

## 歴代校長
山口県立青年学校教員養成所（前身校を含む）
- 所長： 出田新 （1920年（大正9年） - 1933年（昭和8年）?）
- 所長事務取扱： 堀田喜満 （1939年（昭和14年） - 1941年（昭和16年））
- 所長： 古川清八 （1941年（昭和16年）? - 1944年（昭和19年））

山口県立女子青年学校教員養成所（前身校を含む）
- 所長： 永島意之助 （1921年（大正10年）4月 - 1922年（大正11年）6月）
- 所長： 越田三郎 （1922年（大正11年）6月 - 1926年（大正15年）1月）
- 所長事務取扱： 仁科染三 （1926年（大正15年）3月 - 1932年（昭和7年）3月）
- 所長： 前田元次 （1932年（昭和7年）3月 - 1936年（昭和11年）3月）
- 所長： 山本隆一 （1936年（昭和11年）3月 - ）

官立山口青年師範学校
- 校長： 林幸一 （1944年（昭和19年） - 1947年（昭和22年））
- 校長： 中村精行 （1947年（昭和22年）2月6日[3] - 1949年（昭和24年））

## 校地の変遷と継承
山口青年師範学校は前身の山口県立青年学校教員養成所から引き継いだ、防府市大字三田尻村 （現・桑山） の校地を使用した。同校地は後身の新制山口大学教育学部に引き継がれ、教育学部防府分校となった。防府分校は1960年（昭和35年）3月に廃止され、山口市亀山の教育学部本校に統合された。防府分校の跡地は現在、防府市立桑山中学校となっている。